# Aimeric de Belenoi
Aimeric de Belenoi, o de Belenuei o de Belenuoi, o anche Aimeri de Belenvei o Aimerics de Bel e altre varianti quali: Aimeri de Beauvoir o Aimeri de Belenoi o Aymeric de bell enuech o Naimerics de bel enoi, ecc. (fl. 1215-1242), è stato un trovatore e giullare francese della Guascogna.

## Biografia
Sopravvivono almeno quindici delle sue canzoni mentre altre sette gli vengono attribuite in alcuni manoscritti medievali. Con il nome latino Namericus de Belnui è citato nel De vulgari eloquentia, anche se Dante Alighieri lo colloca erroneamente tra gli ispanici. 
Il luogo di nascita di Aimeric fu il castello di Lesparra nel Bordolese (metropolis civitas Burdigalensium, l'attuale Gironda). Era stato in rapporti con un altro trovatore, suo zio Peire de Corbiac. La sua vida ci dice che è stato chierico e successivamente giullare prima di iniziare a "inventare buone canzoni, che fossero belle e affascinanti". Sembra sia poi stato il signore feudale di Belenoi, uni'ignota località. 
Il soggetto principale delle sue canzoni era una signora chiamata Gentile di Rieux (Gentilis de Gienciaco), una guascona di Gensac-Saint-Julien e moglie di Raimon de Benque. Il suo biografo ricorda che lui rimase nella Guascogna per lungo tempo "per lei" prima di andarsene infine in Catalogna, dove morì nel 1242, alla corte de Ferdinando III di Castiglia, detto «Il Santo». 
La poesia di Aimeric fa riferimenti a eventi accaduti a Tolosa, Provenza e Italia, il che fa pensare che egli avesse viaggiato moltissimo. È stato alla corte degli Este a Ferrara negli anni 1210-1220, dove probabilmente ha avuto contatto con Aimeric de Pegulhan, Albertet de Sestaro, Guillem Augier Novella e Peirol. Probabilmente fece la conoscenza di Peire Cardenal. 
Aimeric arrivò in Castiglia prima di affrontare il suo ultimo viaggio verso la Catalogna. Il suo ultimo lavoro databile è Nulhs hom en res no falh, un planh per Nuño Sánchez, che morì nel 1242. Questo planh era rivolto alla comtessa Beatris, moglie di Raimondo Berengario IV di Provenza, e al senher N'Imo, suo fratello Aimone, figlio di Tommaso I di Savoia . Sebbene negli chansonniers l'opera sia stata spesso attribuita a Rambaldo di Vaqueiras, il riferimento a questa coppia e lo stile, favoriscono un'attribuzione ad Aimeric. È il solo lavoro di Aimeric rimasto comprensivo di melodia, anche se questa melodia nel suo unico manoscritto viene ascritta (insieme alle liriche) a Peirol..
I versi di Aimeric sono stati per la prima volta assemblati da Maria Dumitrescu come Poésies du troubadour Aimeric de Belenoi e pubblicate a Parigi nel 1935. Nella sua esegesi critica la studiosa definisce l'opera del trovatore "banale", ma nell'Alto medioevo godette (con il suo variegato intreccio di temi morali, religiosi e amorosi) di una vasta popolarità, specialmente in Italia

## Opere
Aimeric compose molte opere:

### Descort
- S'a midons plazia

### Cansos
- Aissi quo'l pres que s'en cuja fugir[10]
- Ara'm destrenh Amors[11]
- Selh que promet a son coral amic
- Domna, flor (canzone religiosa)
- Ja non creirai q'afanz ni cossirers[12]
- Meravilh me cum pot hom apelhar[13]
- No'm laissa ni'm vol retener
- Nulhs hom no pot complir adrechamen
- Per Crist s'ieu crezes Amor
- Pos Dieus nos a restaurat
- Pus de Joy mou e de Plazer
- Puois lo gais temps de pascor[14]
- Can mi perpens ni m'arbire[15] (canzone religiosa)

### Canso de crosada
- Consiros, cum partitz d'amor

### Planh
- Ailas per que viu lonjamen ni dura
- Aissi cum hom pros afortitz
- A'l prim pres de'ls breus jorns braus[16]

### Sirventes
- Anc, puois qe giois ni canc
- Tant es d'Amor honratz sos senhoratges

### Tenso
- Aimeric, cill que·us fai aman languir[17]

### Componimenti contesi ad altri trovatori
- Aissi cum cel c'am' e non es amaz[18] (canso di Arnaut de Mareuil)
- Aissi quon hom que senher ochaizona[19] (canso di Berenguier de Palazol)
- Era m'agr' ops que m'aizis (canso Raimon de Miraval)
- Ara nos sia guitz[20] (canso de crosada di Gaucelm Faidit)
- En greu pantais m'a tengut longamen[21] (canso di Aimeric de Peguilhan)
- Fins e leials e senes tot engan[22] (Aimeric de Sarlat)
- Mas comiat ai de far chanso (canso di Elias de Barjols)
- Mout es greus mals de qu'om no s'auza planher[23] (canso di Albertet de Sisteron)
- Nulhs hom en re no falh (canso di  Rambaldo di Vaqueiras)